# قاعدة بحرية

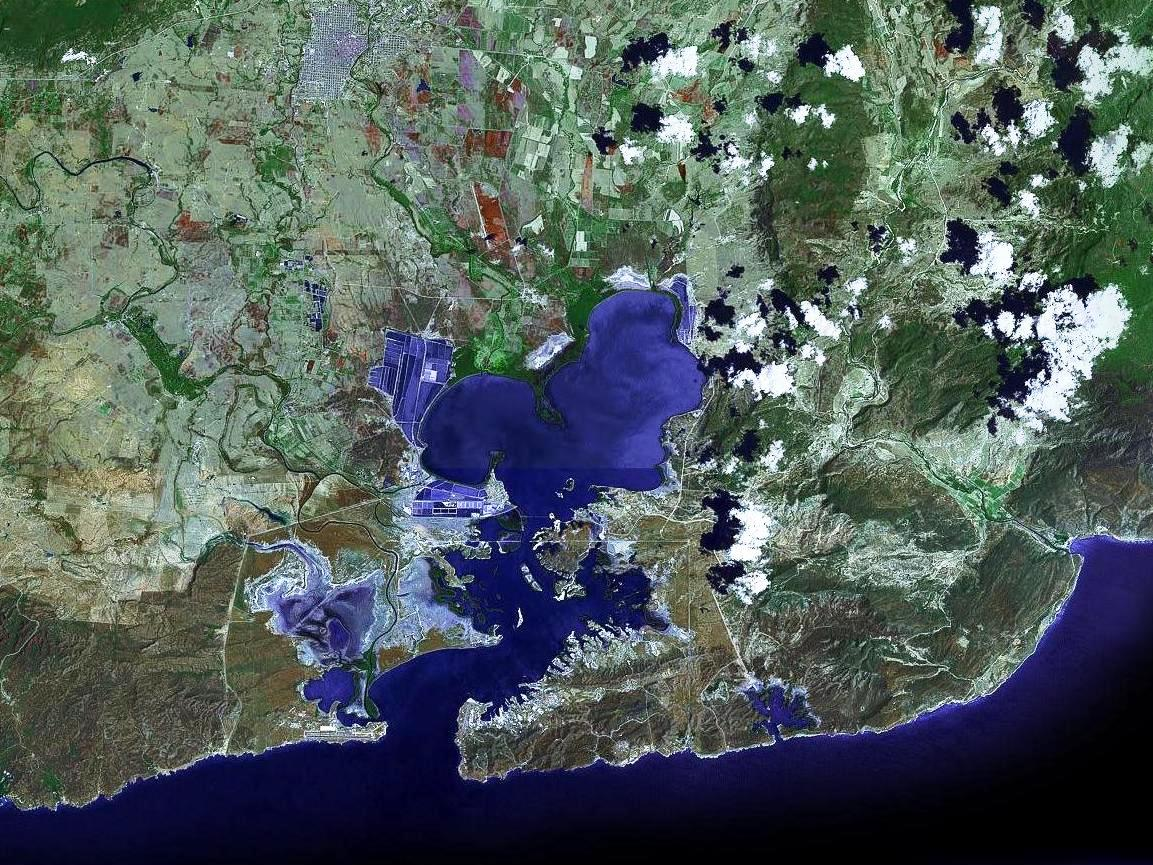
القاعدة البحرية بخليج جوانتانامو

القاعدة البحرية (بالإنجليزية: Naval base)‏ هي قاعدة عسكرية تمكن القوات البحرية من أن تأوي سفنها، وتزودها بالوقود والذخيرة، وتوفر لها المؤونة، وتستطيع القيام بعمليات الصيانة والإصلاح لسفنها. وهي في غالب الأحيان عبارة عن ميناء.